# Josef Pajkrt
Josef Pajkrt (30. května 1923 Nymburk – 9. února 1988) byl český fotbalista, útočník. Po skončení aktivní kariéty působil jako trenér. Jeho vnukem je bývalý fotbalový reprezentant Radek Bejbl.

## Fotbalová kariéra
V československé lize hrál za SK Polaban Nymburk, SK Slavia Praha a ATK Praha. Dal 52 ligových gólů. Se Slavií získal v roce 1947 mistrovský titul.

## Ligová bilance
| Ročník               | Zápasy | Góly | Klub                |
| -------------------- | ------ | ---- | ------------------- |
| Národní liga 1941/42 | -      | 6    | SK Polaban Nymburk  |
| Národní liga 1943/44 | -      | 14   | SK Polaban Nymburk  |
| Státní liga 1945/46  | 26     | 19   | SK Polaban Nymburk  |
| Státní liga 1946/47  | -      | 10   | SK Slavia Praha     |
| Státní liga 1947/48  | -      | 1    | Dynamo Slavia Praha |
| Státní liga 1948     | -      | 1    | Dynamo Slavia Praha |
| Státní liga 1948     | 2      | 0    | ATK Praha           |
| CELKEM               | -      | 51   |                     |